# Comité de Coordinación de los Partidos y Organizaciones Maoístas del Sur de Asia
El Comité de Coordinación de los Partidos y Organizaciones Maoístas del Sur de Asia es generalmente conocido por sus siglas en inglés (CCOMPOSA). Como su nombre implica, es una organización paraguas de varios movimientos y partidos maoístas del Sur de Asia, y su propósito es coordinar sus actividades en el Sur de Asia (así como sea necesario).

## Partidos fundadores
El CCOMPOSA fue fundado en 2001 por los siguientes partidos:

### Bangladés
- Partido Purba Bangala Sarbahara (Comité Central)
- Partido Purba Bangla Sarbahara (Maobadi Punargathan Kendra)
- Bangladesher Samyabadi Dal (Marxista-Leninista) (Dutta)
- Partido Comunista Purba Banglar - Marxista-Leninista (Lal Patakar)
- Partido Purba Banglar Sarbaharay (Movimiento de Reorganización Bolchevique Maoísta) (observador)

### India
- Partido Comunista de la India (Marxista-Leninista) Naxalbari
- Centro Comunista Revolucionario de la India (Maoísta)
- Partido Comunista de la India (Maoísta) (fusión, en 2004, del Partido Comunista de la India (Marxista-Leninista) Guerra Popular y el Centro Comunista Maoísta de la India (a su vez, fusión del Centro Comunista Maoísta y el Centro Comunista Revolucionario de la India (Marxista-Leninista-Maoísta) en 2003)

### Otros países
- Partido Comunista de Ceilán (Maoísta)
- Partido Comunista Unificado de Nepal (Maoísta)
- Partido Comunista de Bután (Marxista-Leninista-Maoísta) (observador)

## Declaración
En la segunda conferencia anual de CCOMPOSA en 2002, se aprobó una declaración, en la que se expresaba la visión de la organización sobre su papel en la política revolucionaria, como operar y como veían la situación política en el Sur de Asia y en el mundo. Se declaró que la organización seguiría las ideas desarrolladas por Marx, Lenin y Mao, y los ejemplos y experiencia de la guerra popular en Perú, Nepal, Filipinas, la India, Turquía y allá donde se produzca.